# Bävergäll
Bävergäll eller castoreum är ett gulaktigt sekret, ej vattenlösligt (i torkad form är det ett kristallint ämne som löses i alkohol), med stark doft som bävern avsöndrar från gällpungar. Gället utnyttjas för doftmarkeringar inom reviret.

## Framställning
Både bäverhanar och bäverhonor lagrar sekret i två gällpungar som sitter på buken. Det är inga körtlar, utan enbart hudsäckar av tvärstrimmig muskulatur. När urin hamnar i bävergällpungen koncentreras det och genomgår en kemisk process. Resultatet är bävergäll eller castoreum, en gulgrå eller svartbrun ostliknande massa som blir brun när den lufttorkar. Bävrarna använder sekretet naturligt för att markera revir.

## Etymologi
Ordet castoreum kommer från kasturi eller kastura, som är det indiska namnet för myskhjorten (Moschus mosciferous) från Himalaya. Ordet gäll i bävergäll kommer från gälla, med betydelsen kastrera, eftersom man förr trodde att bävergällpungar var testiklar.

## Användning i industrin
Det kan förekomma i livsmedel med märkningen naturlig arom, som vaniljsmak, i till exempel glass, bakverk och såser. Däremot är det extremt ovanligt i exempelvis Sverige (läst 2021), troligtvis för att det är dyrt. Livsmedelsverket har konstaterat att det är ofarligt att förtära.
Bävergäll var tidigare ett naturläkemedel. Det innehåller salicylsyra och såldes på apoteken. Att bävern, genom jakt, utrotades i Sverige på 1800-talet var till stor del på grund av gället. Apoteken gav motsvarande två månadslöner för ett par gällpungar. Gället är en av fyra doftråvaror från djurriket som använts av parfymindustrin. De tre andra är ambra, mysk och sibetolja.
Enligt "Bevern" (Rosell & Pedersen 1999) kände redan Hippokrates till bävergällens verkningar och det finns dokumenterat runt 200 recept på mediciner med bävergäll från 1600- och 1700-talen. Allt från att bota feber och tandvärk till förhindrande av sinnessjukdom ansågs bävergällen göra. Om man hade gikt skulle bävergäll och vin blandas och strykas på drabbad kroppsdel. Gällen kunde dräpa löss, stoppa hicka, vara potenshöjande och fungera som preventivmedel.
Bäverhojt är en snaps som är smaksatt med bävergäll.

## Handel
Bävergällen har varit eftertraktad genom tiderna, och betingat ganska höga priser. Runt 1830 betalades 4-7 riksdaler för ett par bävergällpungar på ca 15,5 g i Sverige (att jämföra med en drängs månadslön på 3 riksdaler). I Sibirien lär ett par torkade bävergällpungar vara värda 10 renskinn eller 20 fjällrävsskinn.